# (15594) Castillo
(15594) Castillo (2000 GG95) – planetoida z grupy pasa głównego asteroid okrążająca Słońce w ciągu 3,44 lat w średniej odległości 2,28 j.a. Odkryta 6 kwietnia 2000 roku.